# Aristolochia castellanosii
Aristolochia castellanosii är en piprankeväxtart som beskrevs av Ahumada. Aristolochia castellanosii ingår i släktet piprankor, och familjen piprankeväxter. Inga underarter finns listade i Catalogue of Life.